# 퐁맹의 성모

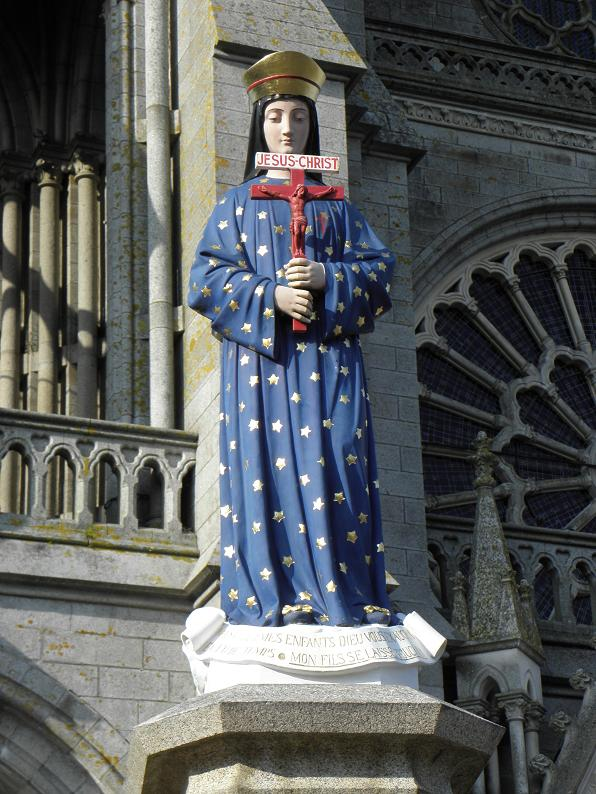
퐁맹의 성모상

퐁맹의 성모는 1871년 1월 17일 프랑스 퐁맹에서 발현한 성모 마리아를 이르는 말이다.

## 발현
1870년 7월 19일, 프랑스의 나폴레옹 3세 황제는 프로이센 왕국에 전쟁을 선포하였다. 프로이센과의 전쟁이 있은 지 처음 며칠 동안 프랑스 제국은 패전을 거듭했다. 1870년 9월 1일, 나폴레옹 3세는 80,000명의 병사들과 함께 프로이센군에게 사로잡혀 포로 신세가 되었다. 패전의 가장 큰 원인은 프랑스군의 병사들은 사전에 군사훈련도 제대로 받지 않은 채 급하게 징집한 오합지졸에 불과했기 때문이었다. 이들 프랑스군 병사들은 모두 500명 정도 되는 프랑스의 퐁맹 출신 주민들이었다. 이들 징집병들은 출정하기에 앞서 모두 고해성사를 보고 미사에 참례하였으며, 영성체를 하였다. 게렝 신부는 병사들의 무사 귀환을 빌며 복되신 동정 마리아에게 전구를 청하였다.
프랑스 영토의 3분의 2 가량은 프로이센군에게 점령당하였으며, 1871년 1월 17일에는 파리가 포위당하였다. 르망 전투에서의 패전으로 마옌느와 브르타뉴도 프로이센군의 손아귀에 넘어갔다. 이와 같이 어려운 고난의 시기에 프랑스인들은 일심동체로 묵주기도를 바치며 성모 마리아에게 침략자들로부터 조국을 구해줄 것을 호소하였다.
1871년 1월 17일, 성모 마리아가 퐁맹에 사는 12살 외젠느와 10살 요셉 바르베데트 형제에게 발현하였다.
이날 저녁 무렵, 외젠느는 마을 중앙에 있는 한 헛간에서 아버지를 도와 일을 마치고 밖으로 나오다가, 공중에서 한 부인이 나타났다. 그 부인은 외젠느에게 미소를 지어 보였으며, 마치 다가오라는 듯이 말없이 손을 아래로 폈다. 동생인 요셉 역시 몇분 뒤에 뒤따라 나오다가 그 부인을 목격하였다. 두 형제의 아버지도 일손을 마치고 헛간에 나왔지만, 그의 눈은 부인을 보지 못하였다. 그러자 아이들은 어머니를 데리고 왔는데, 어머니 역시 아무것도 보지 못하였다. 결국 학교의 수녀들까지 불려왔지만, 그녀들 역시 아무것도 볼수 없었다. 이리하여 아이들이 성모 마리아를 목격했다는 소식이 곧 온 마을에 퍼져 게렝 신부를 비롯한 마을 주민들이 두 소년 주변에 몰려왔다.
외젠느가 증언한 바에 따르면, 성모는 번쩍이는 황금색 별들로 가득한 진한 푸른색의 가운을 입고 있었다. 옷의 소매는 손까지 내려올 정도로 길었다. 발에는 금빛 리본이 장미매듭 모양으로 장식한 푸른색 슬리퍼를 신고 있었다. 성모의 머리카락은 팔꿈치까지 내려오는 검은색 두건에 덮여져 완전히 가려져 있었다. 그리고 머리에는 금관을 쓰고 있었다. 또 두 손은 십자가를 가슴에 들고 있었다.
마을 주민들은 소년들과 함께 성모 마리아에게 전구를 청하는 기도를 다함께 바치는 동안, 성모 마리아가 다시 소년들 앞에 나타났으며, 사방은 온통 별들로 가득해졌다. 주민들이 무릎을 꿇고 묵주기도를 바치자 마리아의 주변을 에워싸고 있던 별들이 그녀의 발아래 짝찌어서 모여들었다. 묵주기도를 마친 주민들이 마니피캇을 노래하자 흰색 깃발이 나타났는데, 거기에는 커다란 금색 글씨가 천천히 드러나기 시작하였다. 소년들은 깃발에 나타난 성모 마리아의 메시지를 읽을 수 있었다. 성모 마리아의 메시지는 다음과 같다.
| “ | 나의 자녀들아, 기도하여라. 하느님께서는 오래지 않아 대답을 주실 것이다. 내 아들을 움직이게 하여라. MAIS PRIEZ MES ENFANTS, DIEU VOUS EXAUCERA EN PEU DE TEMPS. MON FILS SE LAISSE TOUCHER. (프랑스어) | ” |

마니피캇이 끝난 후, 성모는 양손을 어깨 높이로 든 후, 팔을 뻗어 팔꿈치를 뒤쪽으로 살짝 구부리면서 자신의 몸 쪽으로 가까이 갖다 붙였다. 그러자 거대한 붉은 십자가가 나타났으며, 성모는 그 십자가를 양손에 잡아 쥐었다. 주민들은 이제 보속의 기도를 바쳤다. 얼마 뒤에 붉은 십자가는 사라졌고, 성모는 손을 아래로 펼쳐 보였다. 곧이어 거대한 흰색 베일 하나가 성모의 발아래에 나타나 천천히 위로 올라갔다. 이윽고 이 수건이 성모의 얼굴까지 올라가자 성모는 아이들에게 마지막으로 자신의 미소를 보여주었다. 저녁 기도가 끝났을 때, 이 발현도 사라졌다. 시간은 저녁 9시경이었다. 아이들이 “이제 끝났다.”라고 말하자 주민들은 모두 흩어져 집으로 돌아갔다.
한편, 그 시각 퐁맹이 있는 라발 시를 향해 막 침공 작전을 개시하려던 프로이센군의 지휘관 본 슈이트 장군은 상부로부터 라발 시를 공격하지 말라는 지시를 받았다. 그리하여 퐁맹은 전쟁의 참화를 모면할 수 있었으며, 1871년 1월 23일에 오랜 전쟁 끝에 두 나라 사이에 휴전이 체결되었다. 퐁맹의 성모가 “하느님께서 오래지 않아 대답을 주실 것이다.”라는 약속이 이루어진 것이다. 며칠 후에는, 퐁맹에서 징집되었던 38명의 청년들과 소년들이 모두 무사히 마을로 돌아왔다.

## 발현 인가
성모 발현 후 1871년 1월 17일에 성직자와 평신도로 구성된 방문객들이 퐁맹을 방문하였다. 그리고 발현에 대한 본격적인 조사가 시작되었다. 성모 마리아의 발현을 목격했던 두 소년들은 조사단의 방문을 환영하였으며, 이들의 여러 가지 심문에 기꺼이 복종하며 성실하게 임하였다.
1872년 2월 2일 주님 봉헌 축일 날, 라발의 교구장 위카르 주교는 퐁맹에서의 발현과 관련한 특별 교령을 발표, 성모 마리아가 참으로 발현하였다는 결론을 내렸다.
이에 따라, 퐁맹의 성모 발현은 공식적으로 교회의 인가를 받게 되었다.

## 같이 보기
- 성모 발현